# Friedrich Lohse
Friedrich Christian Ludwig Lohse (* 8. September 1872 in Hude; † 13. Dezember 1931 in Oldenburg (Oldb)) war ein deutscher Rechtsanwalt und Politiker (DVP).

## Leben und Wirken
Lohse war der Sohn des Huder Pfarrers Johannes Christoph Anton Lohse (1844–1913) und dessen Ehefrau Helene Auguste geb. Langreuther. Er besuchte das Gymnasium in Vechta und studierte danach Rechtswissenschaft an den Universitäten Jena, Marburg und Berlin. Seit 1893 gehörte er der Jenaischen Burschenschaft Germania an. Nach Abschluss seiner Examen, ließ er sich 1903 als Rechtsanwalt in Oldenburg nieder, wo er in einer der ältesten Sozietäten der Stadt arbeitete und sich vor allem auf Zivilprozesse konzentrierte. 1904 wurde er zum Advocatus Fisci (Vertreter des Fiskus in Prozessen) im Staatsministerium mit dem Titel Justizrat ernannt. Von 1920 bis 1922 war er Vorsitzender des Anwaltsvereins der Stadt Oldenburg und ab 1925 auch Vorstandsmitglied der Oldenburger Versicherungsgesellschaft von 1857.
Früh betätigte sich Lohse auch politisch und war seit 1909 Mitglied der Nationalliberalen Partei (NLP), in der er rasch eine führende Stellung errang. Nach Ende des Ersten Weltkrieges war er Vorsitzender des NLP Landesausschusses und sorgte für den Anschluss der Partei an die Deutsche Volkspartei (DVP). Anfang 1920 wurde er Mitglied des geschäftsführenden Vorstandes und danach Vorsitzender des Landesverbandes Oldenburg der DVP, den er bis zum Februar 1931 führte. Von März 1919 bis zum Februar 1924 gehörte er als Fraktionsvorsitzender der Partei dem Oldenburgischen Landtag an. Er beteiligte sich an der Ausarbeitung der Verfassung von 1919, war jedoch wohl kein überzeugter Anhänger der Republik.
Seit 1919 betrachtete er sich fast leidenschaftlich und in offener Antipathie als – in seiner Auffassung – notwendige Gegenfigur zu Ministerpräsident Theodor Tantzen. Lohse warf ihm aus Selbstdarstellung Parteibuchwirtschaft, Gesinnungsunterdrückung und Autokratismus vor.
In den Verhandlungen auf Landesebene über den Eintritt der DVP in die Weimarer Koalition von SPD, DDP und Zentrum löste Lohse immer wieder endlose Diskussionen aus und ließ die Gespräche schließlich durch die Abwendung der DVP von der Koalition scheitern. 1923 trug er indirekt dann auch zum Rücktritt der Regierung Tantzen bei. Sein Landtagsmandat legte er wohl absichtlich am 28. Februar 1924 nieder, zu diesem Zeitpunkt standen die Verhandlungen zur Bildung einer großen Koalition mit Beteiligung der DVP und mit ihr Lohses im Freistaat Oldenburg kurz vor dem Abschluss.
Mit der Beseitigung der Regierung Tantzen hatte Lohse sein Hauptziel erreicht und unterstützte nun die Einsetzung eines unpolitischen Fachkabinetts als Regierung, die über den Parteien stehen sollte. Auch dieses Ziel erreichte er 1923. 1924/25 trat er für einen korporativen Staatsaufbau ein, was erneut im Gegensatz zur parlamentarischen Demokratie stand. Zur Wahrung einer rechtsbürgerlichen Mitte in Oldenburg regte er die Bildung eines Landesblocks aus DVP und Deutschnationaler Volkspartei (DNVP) an. Als sich dieser 1931 auflöste, legte Lohse auch sein Amt als DVP-Parteivorsitzender nieder.

## Privates
Lohse war mit Margarethe geb. von Schaefer (* 1881) verheiratet, ihr Vater betrieb eine Weinhandlung in Oldenburg. Die Ehe blieb kinderlos.